# Mijarca, Mehedinți
Mijarca este un sat în comuna Prunișor din județul Mehedinți, Oltenia, România.